# Limhamns köping
Denna artikel handlar om den tidigare kommunen Limhamns köping. För orten se Limhamn.
Limhamns köping var en tidigare kommun i Malmöhus län. 

## Administrativ historik
Limhamns köping bildades 1906 genom en ombildning av Hyllie landskommun och en del ur Fosie landskommun med den del av Limhamns municipalsamhälle som inrättats där 7 juni 1901. Köpingen inkorporerades 1915 i Malmö stad och området ingår sedan 1971  i Malmö kommun.
Köpingen hörde i kyrkligt hänseende till Limhamns församling.